# Arksey
Arksey är en by i unparished area Bentley with Arksey, i distriktet Doncaster, i grevskapet South Yorkshire, i England. Byn är belägen 4 km från Doncaster. Byn hade 1 579 invånare år 2021. Byn nämndes i Domedagsboken (Domesday Book) år 1086, och kallades då Archesei(a).